# Società Sportiva Lazio Calcio Femminile 2013-2014
Questa voce raccoglie le informazioni riguardanti la Società Sportiva Lazio Calcio Femminile nelle competizioni ufficiali della stagione 2013-2014.

## Rosa
Rosa aggiornata alla fine della stagione.
| N. |                   | Ruolo | Calciatrice          |
| -- | ----------------- | ----- | -------------------- |
|    | Italia (bandiera) | A     | Sara Berarducci      |
|    | Italia (bandiera) | C     | Antonietta Castiello |
|    | Italia (bandiera) | D     | Veronica Cela        |
|    | Italia (bandiera) | A     | Asia Celli           |
|    | Italia (bandiera) | C     | Alessia Cianci       |
|    | Italia (bandiera) | A     | Cristina Coletta     |
|    | Italia (bandiera) | D     | Giorgia Curcuruto    |
|    | Italia (bandiera) | C     | Alessia Cutillo      |
|    | Italia (bandiera) | D     | Alice Ferrazza       |
|    | Italia (bandiera) | C     | Rebecca Grassi       |
|    | Italia (bandiera) | C     | Silvia Iannetti      |
|    | Italia (bandiera) | D     | Valentina Lanzieri   |
|    | Italia (bandiera) | D     | Valentina Latini     |

| N. |                   | Ruolo | Calciatrice          |
| -- | ----------------- | ----- | -------------------- |
|    | Italia (bandiera) | A     | Flaminia Lombardozzi |
|    | Italia (bandiera) | P     | Emanuela Melis       |
|    | Italia (bandiera) | C     | Giulia Monaco        |
|    | Italia (bandiera) | C     | Erika Pecchia        |
|    | Italia (bandiera) | D     | Arianna Pezzotti     |
|    | Italia (bandiera) | A     | Miriam Picchi        |
|    | Italia (bandiera) | C     | Paola Roversi        |
|    | Italia (bandiera) | A     | Martina Santoro      |
|    | Italia (bandiera) | D     | Federica Savini      |
|    | Italia (bandiera) | A     | Federica Tagliaferri |
|    | Italia (bandiera) | A     | Rossella Tata        |
|    | Italia (bandiera) | C     | Diletta Topazio      |
|    | Italia (bandiera) | D     | Flavia Vaccari       |